# Konkordiaplatz
Konkordiaplatz (francouzsky Place de la Concorde) je rozlehlé zaledněné ploché údolí jižně od Jungfrau v Bernských Alpách ve švýcarském kantonu Valais.
V údolí se stékají čtyři velké ledovce Aletschgletscher, Jungfraufirn, Ewigschneefeld a Grüneggfirn. Patří do chráněné oblasti Švýcarské Alpy Jungfrau-Aletsch, lokality světového přírodního dědictví UNESCO.

## Poloha
Konkordiaplatz leží jižně od vrcholu Jungfrau v pohoří Bernské Alpy ve švýcarském kantonu Valais. Nachází se v nadmořské výšce 2700 až 2800 metrů a má délku 2 kilometry. Tloušťka ledu je zde 900 metrů. Vrchní vrstvy se pohybují do údolí rychlostí 200 metrů za rok, to je půl metru za den.
Nad Konkordiaplatz se zvedají výrazné vrcholy Dreieckhorn (jih), Fiescher Gabelhorn (východ), Gross Grünhorn (severovýchod), Kranzberg (předvrchol Jungfrau) a Trugberg (sever).

## Název
Britský horolezec John Frederick Hardy pojmenoval soutok ledovců Place de la Concorde of Nature. Concordia je latinský výraz pro svornost a harmonii a je to zároveň jméno římské bohyně smlouvy, porozumění a rodinné sounáležitosti. Stejné jméno později dostaly soutoky ledovců v pohoří Karákoram pod K2 a v Antarktidě.

## Turistika a horolezectví
Na skále nad soutokem ledovců stojí horská chata Konkordiahütte (2850 m n. m.). Všechny cesty k ní jsou velmi dlouhé a náročné, vedou po ledovcích. Ledovec pod chatou od jejího založení ztratil značné množství své hmoty a jeho povrch se dnes nachází 150 metrů pod chatou, k níž je nutné vystoupit po instalovaných žebřících. V létě chata slouží pro pěší turisty a horolezce, na jaře pro skialpinisty.